# Antoine Bordes
Pour les articles homonymes, voir Bordes et Famille Bordes.
Antoine Bordes (1870-1951) est un armateur et bibliophile français, directeur régional de la Compagnie générale maritime.

## Biographie
Pierre Jean Antoine Bordes est né le 1er septembre 1870 à Bordeaux (France) où son père Henri Bordes était armateur de la compagnie Ant. Dom. Bordes. Entré en 1888 à l'École Navale comme élève-officier, il démissionne en 1905 et tente de recréer une nouvelle Compagnie bordelaise de navigation à vapeur succédant à la société de son père, dissoute en 1902. Entré dans la réserve, il atteint le grade de lieutenant de vaisseau à l'état-major général.
Il entre en 1912 au conseil municipal de Bordeaux et adhère à la Société des amis du livre. En 1914, il est brièvement mobilisé comme lieutenant de vaisseau de réserve. Pendant la guerre, il occupe le poste de directeur régional de la Compagnie générale maritime pour le Canada et les États-Unis. Il en est récompensé en 1918 par la croix de chevalier de la Légion d'honneur.
En 1937, Antoine Bordes entre à l'Académie des sciences, belles-lettres et arts de Bordeaux, il avait auparavant été élu directeur du cercle philharmonique de Bordeaux. Il meurt dans cette ville le 20 avril 1951 à l'âge de 80 ans.

### Décorations
- Chevalier de la Légion d'honneur (29 janvier 1918)
- Croix du combattant
- Médaille commémorative de la guerre 1914-1918